# Lophothericles multispinosus
Lophothericles multispinosus är en insektsart som beskrevs av Marius Descamps 1977. Lophothericles multispinosus ingår i släktet Lophothericles och familjen Thericleidae. Inga underarter finns listade i Catalogue of Life.